# World Mind Sports Games
World Mind Sports Games (Verdensmesterskabet i tankesport) blev afholdt i Beijing fra den 3. oktober til 18. oktober 2008. Mere end 3000 deltager fra over 150 lande konkurrerede om 37 guldmedaljer. Der blev dystet i fem tankesportsgrene: bridge, skak, go, dam og xiangqi (kinesisk skak). Danmark vandt en guldmedalje og det var i bridge i gruppen under 26 år.

## Danske deltagere

### Bridge
Åben række
- Michael Askgaard og Gregers Bjarnarson
- Jens Auken og Søren Christiansen
- Morten Bilde og Jørgen Hansen

Kvinder
- Nadia Bekkouche og Trine Binderkrantz
- Tina Ege og Bjørg Houmøller
- Stense Farholt og Maria Rahelt

Under 28 år
- Niclas Raulund Ege og Mathias Rohrberg
- Maria Dam Mortensen og Anne Juhl Sørensen
- Lea Troels Møller og Lars Møller Sørensen

Under 26 år
- Dennis Bilde og Emil Jepsen
- Anne-Sofie Houlberg og Lars Kirkegaard Nielsen
- Jonas Houmøller og Martin Schaltz

Senior
- Flemming Dahl og Georg Norris
- Johannes Hulgaard og Lida Hulgaard
- Peter Lund ogSteen Møller

### Go
- Torben Pedersen
- Jannik Lundgaard Rasmussen
- Uffe Lundgaard Rasmussen
- Michael Staub

### Skak
Kvinder
- Oksana Vovk
- Louise Fredericia
- Marie Frank-Nielsen
- Miriam Olsen

Mænd
- Allan Stig Rasmussen
- Karsten Rasmussen
- Jakob Vang Glud
- Steffen Pedersen

Par
- Oksana Vovk og Karsten Rasmussen